# 法國國家功績勳章
法國國家功績勳章（法語：Ordre national du Mérite）是一項法國榮譽勳章，設立於1963年12月3日，由戴高樂將軍發起，旨在獎勵對法蘭西民族做出傑出貢獻的人物，無論是軍官或是大眾都適用。
這是繼法國榮譽軍團勳章、法國解放勳章和軍事勳章（法語：Médaille militaire）之後的第四個勳章，這個勳章有五個等級：
- 騎士
- 軍官
- 指揮官
- 大軍官
- 大十字

法國國家功績勳章可以由部長級提案，或者是公民連署提案，通過後皆可由國家授勳。
| 騎士級 (Chevalier) | 軍官級 (Officier) | 指揮官 (Commandeur) | 大軍官 （Grand officier） | 大十字 （Grand-croix） |
|                    |                   |                     |                           |                        |